# Stammheim (pel·lícula)
Stammheim, o alternativament Stammheim - Die Baader-Meinhof-Gruppe von Gericht (traduïble de l'alemany com a "Stammheim - El grup Baader-Meinhof a judici"), és un pel·lícula germano-occidental de 1986, dirigida per Reinhard Hauff i guionitzat per Stefan Aust, sobre el procés judicial contra diversos membres de la Fracció de l'Exèrcit Roig i la sospitosa mort en custòdia dels acusats a la presó de Stuttgart-Stammheim. L'abril de 2008 es va estrenar el llargmetratge en DVD i mai ha estat doblada ni subtitulada en català.

## Argument
La pel·lícula descriu el transcurs del judici més important de la història alemanya de post-guerra, que es va realitzar al districte de Stammheim, Stuttgart, entre 1975 i 1977. Els processats (Ulrike Meinhof, Andreas Baader, Gudrun Ensslin i Jan-Carl Raspe) formen part dels quadres dirigents de l'organització armada antiimperialista Fracció de l'Exèrcit Roig, també coneguda per l'acrònim en alemany «RAF» o per l'opinió pública com a «Grup Baader-Meinhof». Al llarg de la reclusió preventiva al presidi, els processats van perdent la vida i l'obra deixa, a lliure interpretació del públic, la possibilitat que els tres últims acusats s'haguessin suïcidat per les seves conviccions o que haguessin estat assassinats per les autoritats federals.

## Repartiment
El repartiment va anar a càrrec de:
| Intèrpret        | Personatge      |
| ---------------- | --------------- |
| Ulrich Pleitgen  | Jutge principal |
| Ulrich Tukur     | Andreas Baader  |
| Therese Affolter | Ulrike Meinhof  |
| Sabine Wegner    | Gudrun Ensslin  |
| Hans Kremer      | Jan-Carl Raspe  |

## Crítica
| «                              | Quan la pel·lícula està en marxa, s'obren les masmorres del desig d'oblidar-se. Amb una forma canviada, però encara reconeixible, els personatges de fa deu anys tornen al búnquer (reconstruït) de la cort de Stammheim per tornar a lliurar la seva batalla en aquest llimb gris de formigó, com guerrers encantats de la llegenda. L'agonitzant disputa d'odi torna a aparèixer entre els enemics de la República Federal i els funcionaris de l'Estat amb túnica negra i vermella. Però el que en aquella època, en realitat, semblava remot i irreal, ara, a la pel·lícula, guanya una proximitat i autenticitat opressives. | » |
| — Wilhelm Bittorf, Der Spiegel | |   |

| «                             | La pel·lícula et porta gradualment a l'infern de Stammheim i, després de la resistència inicial, acceptes que els quatre actors apassionats i talentosos que encarnen a Andreas Baader, Ulrike Meinhof, Gudrun Ensslin i Jan-Carl Raspe són el focus. El procés en què, com en un duel entre generacions, entre bates i pantalons texans, ofereixen contra el tribunal actua com un intercanvi ociós i de cops sense sentit. Això augmenta la seva crueltat. El raonament només té sentit per als privilegiats. Aquells que no estiguin familiaritzats ni amb el llenguatge Baader-Meinhof ni amb el llenguatge dels advocats de vegades voldran dèbilment poder-se tapar les orelles. | » |
| — Siegfried Schober, Die Zeit | |   |

| «                                   | Basat en protocols autèntics i renunciant a qualsevol accessori dramatúrgic, la posada en escena es limita deliberadament a la recitació textual, sense il·luminar els antecedents polítics i socials del cas. L'ascetisme voluntari de Hauff deixa moltes preguntes sense resposta, però permet conèixer idees opressives sobre l'interior d'un aparell judicial que es veu desbordat per l'explosivitat política de la qüestió i les debilitats que mostra. Tot i que en cap cas és eufemístic en els retrats dels acusats, la pel·lícula fa una important contribució a la comprensió de la violència de motivació política i provoca un examen renovat d'un tabú, un capítol encara no resolt de la història alemanya. | » |
| — Lexikon des internationalen Films | |   |

## Premis i nominacions
L'any 1986 va guanyar l'Os d'Or i el premi FIPRESCI al 36è Festival Internacional de Cinema de Berlín. La projecció es va fer sota protecció policial, ja que hi va haver amenaces de mort contra els jurats. Tot i la presència de la policia, l'actuació es va veure interrompuda, entre altres coses, pel fet que es van llançar bombes pudents entre el públic. La presidenta del jurat, Gina Lollobrigida, es va distanciar públicament dels premis a la pel·lícula.
També es va projectar al Festival Internacional de Cinema de Sant Sebastià 1986.